# AHL 1981/82
Die Saison 1981/82 war die 46. reguläre Saison der American Hockey League (AHL). Während der regulären Saison bestritten die elf Teams der Liga jeweils 80 Begegnungen. Die acht besten Mannschaften der AHL spielten anschließend in einer Play-off-Runde um den Calder Cup.

## Teamänderungen
Folgende Änderungen wurden vor Beginn der Saison vorgenommen:
- Die Fredericton Express wurden als Expansionsteam in die Liga aufgenommen
- Die Erie Blades aus der Eastern Hockey League wurden als Expansionsteam in die Liga aufgenommen

## Reguläre Saison

### Abschlusstabellen
Abkürzungen: GP = Spiele, W = Siege, L = Niederlagen, T = Unentschieden, OTL = Niederlage nach Overtime, GF = Erzielte Tore, GA = Gegentore, Pts = Punkte

Erläuterungen: In Klammern befindet sich die Platzierung innerhalb der Conference;       = Playoff-Qualifikation ,       = Division-Sieger,       = Conference-Sieger

#### Reguläre Saison
| North Division        | GP | W  | L  | T  | GF  | GA  | Pts |
| --------------------- | -- | -- | -- | -- | --- | --- | --- |
| New Brunswick Hawks   | 80 | 48 | 21 | 11 | 338 | 227 | 107 |
| Maine Mariners        | 80 | 47 | 26 | 7  | 325 | 272 | 101 |
| Nova Scotia Voyageurs | 80 | 35 | 35 | 10 | 330 | 313 | 80  |
| Springfield Indians   | 80 | 32 | 43 | 5  | 278 | 319 | 69  |
| Fredericton Express   | 80 | 20 | 55 | 5  | 275 | 408 | 45  |

| South Division       | GP | W  | L  | T | GF  | GA  | Pts |
| -------------------- | -- | -- | -- | - | --- | --- | --- |
| Binghamton Whalers   | 80 | 46 | 28 | 6 | 329 | 266 | 98  |
| Rochester Americans  | 80 | 40 | 31 | 9 | 325 | 286 | 89  |
| New Haven Nighthawks | 80 | 39 | 33 | 8 | 292 | 276 | 86  |
| Hershey Bears        | 80 | 36 | 38 | 6 | 316 | 347 | 78  |
| Adirondack Red Wings | 80 | 34 | 37 | 9 | 299 | 285 | 77  |
| Erie Blades          | 80 | 22 | 52 | 6 | 317 | 425 | 50  |

### Beste Scorer
Abkürzungen: GP = Spiele, G = Tore, A = Assists, Pts = Punkte, +/- = Plus/Minus, PIM = Strafminuten; Fett: Saisonbestwert
| Spieler           | Team                  | GP | G  | A  | Pts | PIM |
| ----------------- | --------------------- | -- | -- | -- | --- | --- |
| Mike Kaszycki     | New Brunswick Hawks   | 80 | 36 | 82 | 118 | 67  |
| Gordie Clark      | Maine Mariners        | 80 | 50 | 51 | 101 | 34  |
| Wayne Schaab      | Maine Mariners        | 80 | 27 | 69 | 96  | 22  |
| Guy Carbonneau    | Nova Scotia Voyageurs | 77 | 27 | 67 | 94  | 124 |
| Wes Jarvis        | Hershey Bears         | 56 | 31 | 61 | 92  | 44  |
| Bob Sullivan      | Binghamton Whalers    | 74 | 47 | 43 | 90  | 44  |
| Paul Evans        | Maine Mariners        | 79 | 33 | 57 | 90  | 42  |
| Richard David     | Fredericton Express   | 74 | 51 | 32 | 83  | 18  |
| Mike Krushelnyski | Erie Blades           | 62 | 31 | 52 | 83  | 44  |
| Steve Larmer      | New Brunswick Hawks   | 74 | 38 | 44 | 82  | 46  |

## Calder-Cup-Playoffs

### Modus
Für die Play-offs qualifizierten sich die acht besten Mannschaften der AHL. In der South Division qualifizierte sich der Fünfte Adirondack Red Wings, da dieser mehr Punkte in der regulären Saison erreichte als der Vierte der North Division, die Springfield Indians In den ersten zwei Play-off-Runden wurden die Sieger der jeweiligen Divisions ausgespielt. In Runde drei trafen die beiden Division-Sieger im Finale aufeinander. Die erste Play-off-Runde wurde im Modus Best-of-Five ausgespielt, die zweite Play-off-Runde, sowie das Finale wurden im Modus Best-of-Seven ausgespielt.

### Play-off-Übersicht
| Division Halbfinale | Division Halbfinale   | Division Halbfinale   |    |                     | Division Finals | Division Finals | Division Finals |  |  | Calder Cup Finale | Calder Cup Finale | Calder Cup Finale |
|                     |                       |                       |    |                     |                 |                 |                 |  |  |                   |                   |                   |
| N1                  | New Brunswick Hawks   | 3                     |    |                     |                 |                 |                 |  |  |                   |                   |                   |
| S5                  | Adirondack Red Wings  | 2                     |    |                     |                 |                 |                 |  |  |                   |                   |                   |
| S5                  | Adirondack Red Wings  | 2                     | N1 | New Brunswick Hawks | 4               |                 |                 |  |  |                   |                   |                   |
| North Division      |                       |                       | N1 | New Brunswick Hawks | 4               |                 |                 |  |  |                   |                   |                   |
|                     | N3                    | Nova Scotia Voyageurs | 1  |                     |                 |                 |                 |  |  |                   |                   |                   |
| N2                  | N3                    | Nova Scotia Voyageurs | 1  | Maine Mariners      | 1               |                 |                 |  |  |                   |                   |                   |
| N2                  |                       |                       |    | Maine Mariners      | 1               |                 |                 |  |  |                   |                   |                   |
| N3                  | Nova Scotia Voyageurs | 3                     |    |                     |                 |                 |                 |  |  |                   |                   |                   |
| N3                  | Nova Scotia Voyageurs | 3                     | N1 | New Brunswick Hawks | 4               |                 |                 |  |  |                   |                   |                   |
|                     |                       |                       |    | New Brunswick Hawks | 4               |                 |                 |  |  |                   |                   |                   |
|                     | S1                    | Binghamton Whalers    | 1  |                     |                 |                 |                 |  |  |                   |                   |                   |
| S1                  | S1                    | Binghamton Whalers    | 1  | Binghamton Whalers  | 3               |                 |                 |  |  |                   |                   |                   |
| S1                  |                       |                       |    | Binghamton Whalers  | 3               |                 |                 |  |  |                   |                   |                   |
| S4                  | Hershey Bears         | 2                     |    |                     |                 |                 |                 |  |  |                   |                   |                   |
| S4                  | Hershey Bears         | 2                     | S1 | Binghamton Whalers  | 4               |                 |                 |  |  |                   |                   |                   |
| South Division      |                       |                       | S1 | Binghamton Whalers  | 4               |                 |                 |  |  |                   |                   |                   |
|                     | S2                    | Rochester Americans   | 1  |                     |                 |                 |                 |  |  |                   |                   |                   |
| S2                  | S2                    | Rochester Americans   | 1  | Rochester Americans | 3               |                 |                 |  |  |                   |                   |                   |
| S2                  |                       |                       |    | Rochester Americans | 3               |                 |                 |  |  |                   |                   |                   |
| S3                  | New Haven Nighthawks  | 1                     |    |                     |                 |                 |                 |  |  |                   |                   |                   |

### Calder-Cup-Sieger
| Calder-Cup-Sieger New Brunswick Hawks | Torhüter: Bob Janecyk, Warren Skorodenski Verteidiger: Don Dietrich, Dave Farrish, John Gibson, Lowell Loveday, Jack O’Callahan, Brian Young, Miles Zaharko Angreifer: Russ Adam, Louis Bégin, Kim Davis, Mel Hewitt, Mike Kaszycki, Steve Larmer, Steve Ludzik, Bill Riley, Florent Robidoux, Sean Simpson, Rod Willard, Bart Yachimec Cheftrainer: Orval Tessier General Manager: Bob Pulford |

## Vergebene Trophäen

### Mannschaftstrophäen
| Auszeichnung                                                             | Team                |
| ------------------------------------------------------------------------ | ------------------- |
| Calder Cup Gewinner der AHL-Playoffs                                     | New Brunswick Hawks |
| F. G. „Teddy“ Oke Trophy Bestes Team der North Division, Reguläre Saison | New Brunswick Hawks |
| John D. Chick Trophy Bestes Team der South Division, Reguläre Saison     | Binghamton Whalers  |

### Individuelle Trophäen
| Auszeichnung                                                                                    | Spieler            | Team                |
| ----------------------------------------------------------------------------------------------- | ------------------ | ------------------- |
| Les Cunningham Award MVP der regulären Saison                                                   | Mike Kaszycki      | New Brunswick Hawks |
| John B. Sollenberger Trophy Bester Scorer                                                       | Mike Kaszycki      | New Brunswick Hawks |
| Dudley „Red“ Garrett Memorial Award Bester Rookie                                               | Bob Sullivan       | Binghamton Whalers  |
| Eddie Shore Award Bester Verteidiger                                                            | Dave Farrish       | New Brunswick Hawks |
| Harry „Hap“ Holmes Memorial Award Torhüter mit dem geringsten Gegentorschnitt                   | Bob Janecyk        | New Brunswick Hawks |
| Harry „Hap“ Holmes Memorial Award Torhüter mit dem geringsten Gegentorschnitt                   | Warren Skorodenski | New Brunswick Hawks |
| Louis A. R. Pieri Memorial Award Bester Trainer                                                 | Larry Kish         | Binghamton Whalers  |
| Fred T. Hunt Memorial Award Für den Spieler, der durch Fairness, Einsatz und Hingabe herausragt | Mike Kaszycki      | New Brunswick Hawks |